# Alžbeta Bartošová
Alžbeta Bartošová (* 17. prosince 1991 Púchov) je slovenská zpěvačka, herečka a dabérka.

## Životní a profesní biografie
Alžbeta se narodila ve slovenském městě Púchov, kde také ztvárnila svou první muzikálovou roli – bohyni Wakantanka v muzikálu Deň Atalaka (Dětské divadelní studio O – Púchov). Při studiu Církevního konzervatória v Bratislave dostala role na Nové scéně (František z Asissi/role Smrt) a v Heineken Tower Stage (Čajočky/role Radky). V roce 2010 přivedl Alžbetu do Prahy Michal David, když ji obsadil do hlavní ženské role Dorotky v muzikálu Kat Mydlář. V divadle Broadway dostala i další role v muzikálu Kleopatra (Fulvie, Octávie), Vánoční zázrak (Monika, Santagirl), Tři mušketýři (Mylady) a Mata Hari (Margaretha – mladá Mata Hari). V libereckém Šaldově divadle hrála poprvé s živým orchestrem v klasickém broadwayském muzikálu She Loves Me hlavní roli Amalie Balash. Zatím poslední rolí na bratislavské Nové scéně bylo pro ni představení Rómeo a Júlia (lady Capulet). V roce 2014 byla obsazena do vedlejší role Lisy v muzikálu Mamma Mia!, jímž se vrátila muzikálová produkce do Kongresového centra v Praze. Současně s touto rolí ovšem získala také velmi náročnou hlavní roli Stephanie v muzikálu Horečka sobotní noci. Na počátku sezóny 2014/2015 byla obsazena do hlavní role královny Kleopatry ve stejnojmenném navrátivším se muzikálu. V březnu roku 2015 nastudovala v libereckém divadle F.X.Šaldy hlavní roli Elizy Doolittleové v další muzikálové klasice – My Fair Lady! V roce 2016 nastudovala hlavní roli markýzy andělů v muzikálu Angelika a na podzim zahájila hostování v plzeňském DJKT – za ztvárnění hlavní role Lídy Baarové v muzikálu Liduschka (Baarová) získala navíc širší nominaci na cenu Thálie za rok 2016. V roce 2017 získala další roli v muzikálu Michala Davida Muž se železnou maskou a nově naskočí do muzikálu Krysař do hlavní ženské role Agnes. Současně vytvořila také slovenský dabing k oblíbeným filmům z dílny Walta Disneye. Ztvárnila menší role v populárních seriálech TV Markíza Horúca krv (Ema Bednárová) a Búrlivé víno (Ľubka Lorincová).
V květnu 2018 doprovodila českého reprezentanta Mikolase Josefa na Eurovision Song Contest v Lisabonu jako vokalistka. Ve finále Mikolas Josef obsadil celkově 6. místo, což bylo nejlepší umístění České republiky v historii účastí.

## Muzikály
- 2009 - 2012 – František z Assisi – Smrt (Nová scéna Bratislava)
- 2009 - 2012 – Čajočky – Radka (Heineken Tower Stage)
- 2011 - 2013 a 2020 - dosud – Kat Mydlář – Dorotka (Divadlo Broadway)
- 2011 - 2012 – Vánoční zázrak – Monika, Santagirl (Divadlo Broadway)
- 2012 - dosud – Kleopatra – Kleopatra, Fulvie, Octávie (Divadlo Broadway)
- 2012 - 2014 – Cigáni idú do neba – Rada (Nová scéna Bratislava)
- 2013 - dosud – Kleopatra TOUR – Fulvie (zájezdové představení)
- 2012 - dosud – Tři mušketýři – Mylady (Divadlo Broadway)
- 2013 - 2016 – Rómeo a Júlia – lady Capulet (Nová scéna Bratislava)
- 2013 - 2015 – Mata Hari – Margaretha (Divadlo Broadway)
- 2013 - 2016 – She Loves Me – Amalia Balash (Divadlo F.X.Šaldy Liberec)
- 2014 - 2017 – Horečka sobotní noci – Stephanie (Divadlo Kalich)
- 2014 - 2018 – Mamma Mia! – Lisa (Kongresové centrum Praha, Divadlo Hybernia Praha)
- 2015 - dosud – My Fair Lady – Eliza Doolittleová (Divadlo F.X.Šaldy Liberec)
- 2015 - 2018 – Atlantida – Sofie (Divadlo Kalich)
- 2016 - dosud – Angelika – Angelika (Divadlo Broadway)
- 2016 - 2019 – Liduschka (Baarová) – Baarová (Nová scéna DJKT Plzeň) – širší nominace na cenu Thálie za rok 2016
- 2017 - dosud – Muž se železnou maskou – Louisa (Divadlo Broadway)
- 2018 - dosud – Krysař – Agnes (Divadlo Kalich)
- 2019 - dosud – Kvítek Mandragory - DreamGirl (Divadlo Broadway)
- 2021 (od ledna) – Láska nebeská (Divadlo Broadway)[1]
- 2023 - 2025 – Sweeney Todd: Ďábelský lazebník z Fleet Street – Johanna (Národní divadlo moravskoslezské)
- 2024 (od prosince) – Elisabeth – Elisabeth (Národní divadlo moravskoslezské)

## Film a seriál
- 2013 – Horúca krv – Ema Bednárová
- 2013 – Búrlivé víno – Ľubka Lorincová
- 2016 – Decibely lásky – Betka
- 2021 – Oteckovia – Gréta Smreková

## Dabing
- 2010 – Alica v krajine zázrakov
- 2012 – Kráska a zviera – nový dabing
- 2012 – Tangled – Na vlásku
- 2012 – Aladin – nový dabing pro TV JOJ
- 2017 – Kráska a zviera – dabing Emmy Watson